# Gaslighter
Gaslighter é o oitavo álbum de estúdio da banda americana The Chicks, lançado em 17 de julho de 2020 pela Columbia Records. Produzido por Jack Antonoff e as Chicks, é o primeiro álbum do grupo em quatorze anos, e o primeiro a ser lançado sob seu novo nome. O álbum foi precedido pelo lançamento de quatro singles: "Gaslighter", "Julianna Calm Down", "March March" e "Sleep at Night".

## Antecedentes
A banda começou a sugerir um novo álbum em junho de 2018, quando Natalie Maines postou várias fotos em estúdio no Instagram. Enquanto Maines e suas colegas de banda Emily Robison e Martie Maguire continuaram a dar pequenas dicas de que novas músicas poderiam estar em andamento, eles não confirmaram que um álbum foi planejado até um ano depois, Maines postou um vídeo no Instagram no qual o trio se revezava dizendo: "Dixie Chicks. Album. Coming.".
Em agosto de 2019, em meio ao divórcio, o ex-marido de Maines, Adrian Pasdar, pediu ao tribunal que lhe desse acesso a todas as músicas inéditas de Maines sobre preocupações de que poderia violar uma cláusula de confidencialidade em seu acordo pré-nupcial, embora ele já tivesse argumentado em processos de divórcio que o acordo pré-nupcial do casal era inválido, alegando que Maines deveria lhe dever apoio financeiro. Pasdar afirmou que queria saber se algum dos materiais inéditos poderia conter letras que dizem respeito ao término. A equipe jurídica de Maines apresentou uma resposta à nova moção de Pasdar, dizendo que se ele conseguir derrubar a validade do acordo, também invalida a cláusula de confidencialidade. Seu divórcio foi finalizado em dezembro depois que Maines e Pasdar resolveram fora do tribunal.
Em setembro de 2019, Maines revelou durante seu podcast Spiritualgasm que o álbum se chamaria Gaslighter. Ela passou a dizer que o álbum foi originalmente planejado para ser algo simples, como um álbum de covers, para cumprir seu contrato com a Sony, mas após seu divórcio com Pasdar, ela tinha sido inspirada a começar a escrever músicas novamente. Ela disse: "Quando comecei a me divorciar, eu tinha muito a dizer, então isso meio que me fez estar pronta [para fazer música nova]. Composição é muito difícil para mim, e eu acho que, por muitos anos, eu não queria analisar minha vida ou meu relacionamento. Eu só estava nele e dedicado e dedicado... Eu só não estava pronta para abrir assim. Durante o mesmo podcast, o apresentador Sterling Jones menciona uma música intitulada "Go It Alone", que Maines revelou que é na verdade intitulada "My Best Friend's Weddings".
Em 25 de junho de 2020, a banda mudou seu nome para Chicks, deixando "Dixie", que fazia referência à linha Mason-Dixon. A mudança de nome gerou críticas de que a palavra tinha conotações de escravidão americana.

## Lançamento e promoção
O álbum foi anunciado em 4 de março de 2020, com data de lançamento prevista para 1º de maio. Em 21 de abril, o lançamento foi adiado devido à pandemia de COVID-19. Em 11 de junho, o lançamento do álbum foi remarcado para 17 de julho.

### Singles
O primeiro single e faixa-título do álbum, "Gaslighter", foi lançado em 4 de março de 2020, juntamente com a pré-venda do álbum. O videoclipe foi dirigido por Seanne Farmer e foi lançado no mesmo dia. A canção trata do divórcio amargo da cantora Natalie Maines com o ex-marido Adrian Pasdar. Alcançou o número 20 na Billboard Hot Country Songs e número 36 na Country Airplay. A canção também alcançou o número 31 na parada Canada Country.
"Julianna Calm Down" foi lançado como o segundo single do álbum em 1 de maio. A canção alcançou o número 15 na Billboard Country Digital Song Sales. O terceiro single do álbum, "March March", foi lançado em 25 de junho, juntamente com seu videoclipe. A canção alcançou o número 32 na Billboard Hot Country Songs. "Sleep at Night" foi lançado como o quarto single do álbum em 17 de julho, juntamente com seu videoclipe.